# تشیخوو
تشیخوو (به چکی: Číchov) یک منطقهٔ مسکونی در جمهوری چک است که در منطقه تربیچ واقع شده‌است. تشیخوو ۹٫۵۶ کیلومتر مربع مساحت و ۲۶۷ نفر جمعیت دارد و ۴۲۰ متر بالاتر از سطح دریا واقع شده‌است.